# Anthocleista
Anthocleista ist eine Pflanzengattung innerhalb der Familie der Enziangewächse (Gentianaceae). Die etwa 15 Arten sind im tropischen Afrika, auf Madagaskar und den Komoren verbreitet. Manche Anthocleista-Arten (besonders die vier westafrikanischen Baum-Arten) tragen die englischsprachigen Trivialnamen „Cabbage Tree“ oder „Candelabrum Tree“ beziehungsweise französischen Trivialnamen „Arbre chou“ oder „Papae um eve“.

## Beschreibung

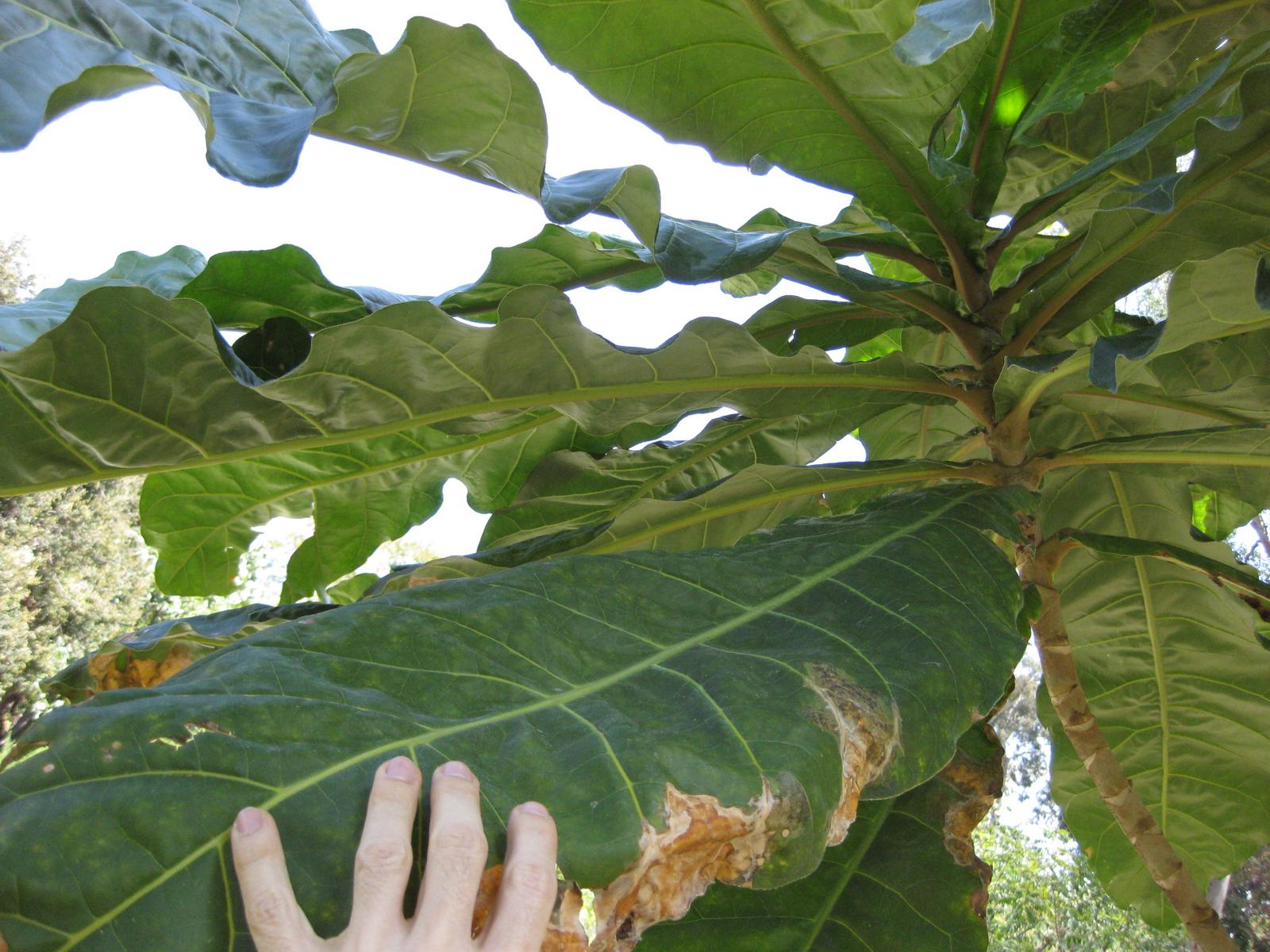
Laubblätter von Anthocleista grandiflora

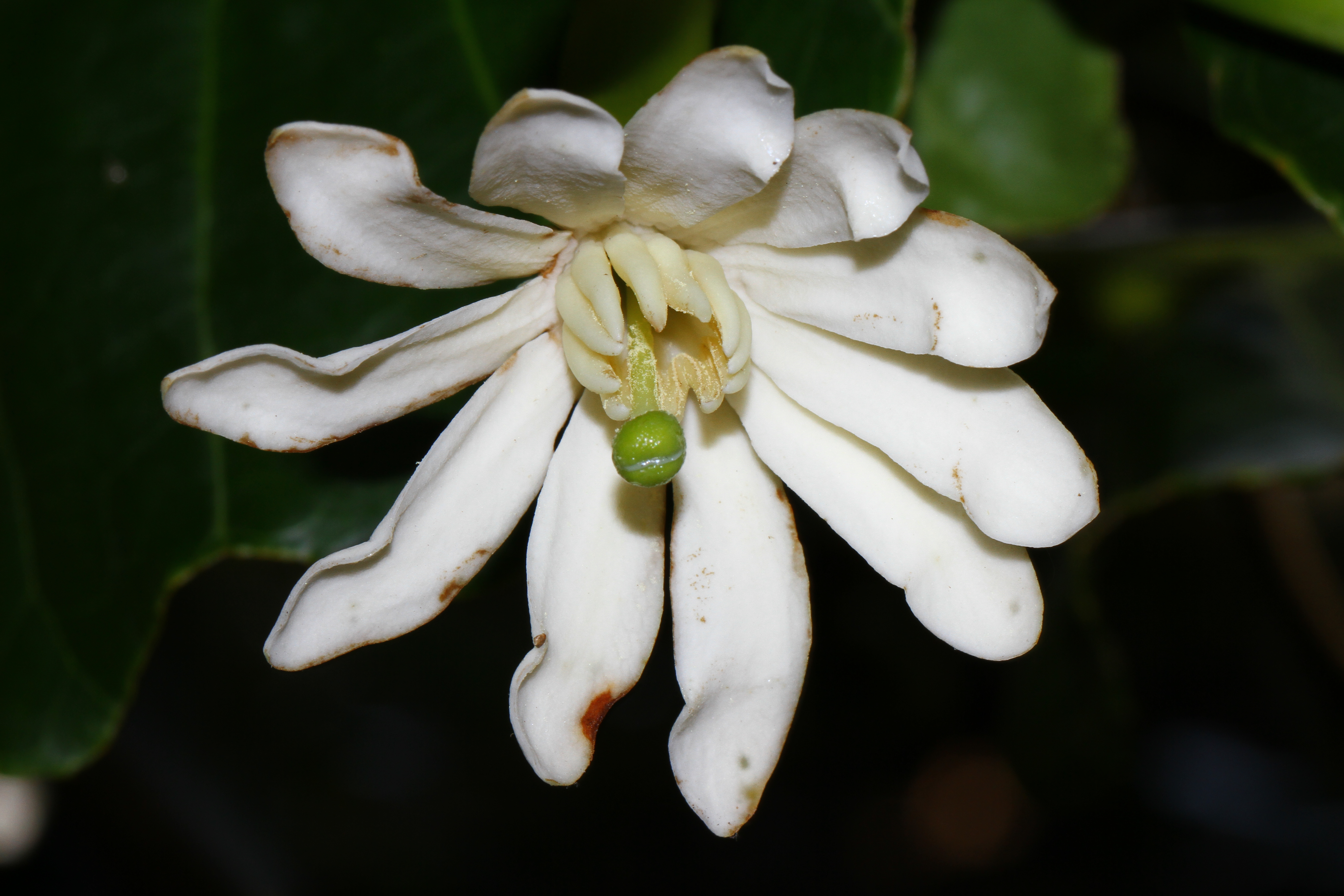
Blüte von Anthocleista grandiflora

### Erscheinungsbild und Blätter
Anthocleista-Arten wachsen als kleine bis große Bäume, die Wuchshöhen von 1 bis zu 35 Meter erreichen oder als Sträucher oder Lianen (Anthocleista laxiflora, Anthocleista obanensis, Anthocleista scandens). Alle Pflanzenteile sind kahl. Kleine Colleteren (Drüsen) stehen in einer Reihe in den Achseln der Laub-, Trag- und Kelchblätter. An den Zweigen können sich, beispielsweise bei Anthocleista djalonensis, Dornen befinden, aber bei vielen Arten fehlen sie.
Bei den gegenständig angeordneten Laubblätter können die eines Paares gleich sein oder verschieden. Die Laubblätter besitzen einen Blattstiel oder sind sitzend. Bei den sitzenden Laubblättern sind die Spreitenbasis oder die Blattstiele geöhrt. Die oft relativ großen (bis zu 2,5 Meter), aber bei den Lianen kleineren, einfachen, weichen und vergänglichen oder ledrigen Blattspreiten sind, wenn sie trocken sind, oft häutig, papierartig und spröde oder ledrig. Die glatten oder winzig gekerbten Blattränder können zurückgebogen sein. Die Seitennerven können deutlich erkennbar sein. Es sind intrapetiolare Nebenblätter vorhanden.

### Blütenstände und Blüten
In endständigen, aufrechten, fast immer dichasialen, ein- bis fünffach verzweigten, zymösen Blütenständen stehen viele Blüten zusammen; sie zerbrechen, wenn sie trocken sind, leicht an den Verzweigungen und hängen manchmal, wenn sie Früchte tragen. Von den Tragblätter sind die unteren laubblattähnlich und die anderen sind meist sehr klein, dreieckig oder eiförmig. Bei den Arten des afrikanischen Festlandes öffnet sich meist jeweils nur eine Blüte eines Blütenstandes.
Die süß duftenden, zwittrigen Blüten sind radiärsymmetrisch. Die vier meist freien oder manchmal verwachsenen (Anthocleista laxiflora) Kelchblätter sind kreuzgegenständig angeordnet. Dabei sind die inneren zwei Kelchblätter meist ausgerandet und an die Kronröhre sowie später an der Frucht angedrückt; sie sind ausgebreitet, wenn sie trocken sind sowie unter der Frucht vergrößert. Die meist grünen oder cremefarbenen, selten teilweise orangefarbenen Kelchblätter sind mehr oder weniger kreisförmig, konkav mit meist gerundetem oberen Ende. Je nach Art sind unterschiedlich viele, 8 bis 16 Kronblätter vorhanden. Die Kronblätter sind zu einer annähernd zylindrischen, dicken, fleischigen Kronröhre verwachsen, die nicht verengt ist, wenn die Blüte voll entwickelt ist und sich mehr oder weniger weitet in Richtung Schlund. Die Kronlappen sind in der Blütenknospe meist nach rechts gedreht. Die in der geöffneten Blüten ausgebreiteten oder zurückgekrümmten 8 bis 16 Kronlappen sind elliptisch bis lanzettlich mit stumpfem Ende und glattem Rand. Die weißen, cremefarbenen, violetten, blauvioletten, fliederfarbenen oder manchmal hellgelben Kronblätter sind im Bereich der Kronlappen oft heller als die Kronröhre, die manchmal grün ist. Es ist nur der äußere Kreis mit 8 bis 16 gleichen Staubblättern vorhanden; diese ragen aus der Kronröhre heraus. Die kurzen oder sehr kurzen Staubfäden sind meist kürzer als die Staubbeutel und meist vollständig oder auf zwei Drittel ihrer Länge zu einer kurzen Röhre verwachsen und entspringen in der Nähe des oberen Endes der Kronröhre. Die weißen bis cremefarbenen, oft teilweise grünen, manchmal bräunlichen Staubbeutel sind aufrecht, lanzettlich mit stumpfem oder manchmal spitzem oberen Ende sowie meist pfeilförmiger Basis. Die zwei parallelen Theken öffnen sich vollständig durch einen longitudinalen Schlitz. Diese große Anzahl an Kron- und Staubblättern ist eine Besonderheit innerhalb der Familie der Gentianaceae. In einem fleischigen Diskus steht der Fruchtknoten. Der oberständige, meist vierkammerige (nur bei Anthocleista potalioides zweikammerige) Fruchtknoten ist eiförmig-zylindrisch, zylindrisch bis verkehrt-eiförmig-zylindrisch. In jeder Fruchtknotenkammer befindet sich eine große, zweilappige Plazenta mit vielen Samenanlagen auf beiden Seiten. Der dicke Griffel ist etwa so lang wie die Kronröhre und bleibt noch kurze Zeit erhalten, nachdem die Blütenkrone abgefallen ist. Die relativ große, verkehrt-eiförmig-zylindrische Narbe ist je nach Art am oberen Ende etwas eingekerbt bis zweilappig und oft leicht seitlich abgeflacht.

### Früchte und Samen
Die vielsamigen, harten Beeren sind kugelförmig bis ellipsoid mit einem gerundeten und manchmal bespitzten oberen Ende. Die meist dicke Fruchtschale ist bei Reife dunkel- bis hellgrün oder gelb. Die Scheidewände (Septen) sind dünn.
Die mittel- bis dunkelbraunen, relativ kleinen Samen sind schief eiförmig-kugelig oder unregelmäßig polyedrisch und abgeflacht. Der Embryo ist gerade.

## Systematik und Verbreitung

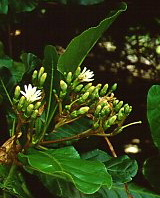
Anthocleista grandiflora

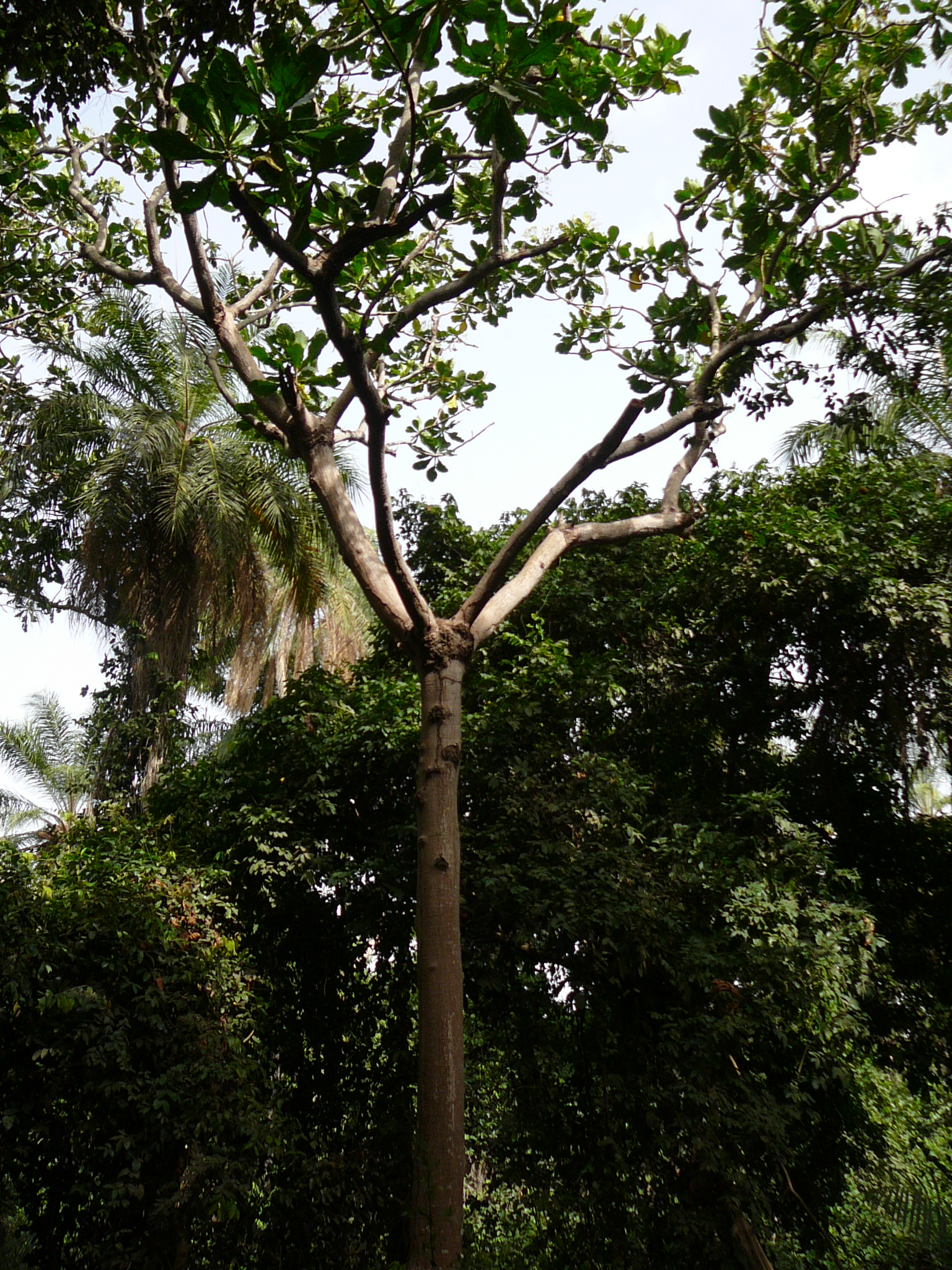
Habitus von Anthocleista procera

Die Gattung Anthocleista wurde 1818 mit einer Aufsammlung aus Sierra Leone durch Adam Afzelius in Narrative of an Expedition to Explore the River Zaire, App. 5, S. 449 aufgestellt; Afzelius nannte den Namen, veröffentlichte aber keine Beschreibung. Eine gültige Erstbeschreibung erfolgte erst durch Robert Brown im gleichen Jahr in Observations systematical and geographical on the herbarium collected by Professor Christian Smith, in the vicinity of the Congo: During the expedition … command of Captain Tuckey in the year 1816, App. 449, dabei erfolgte eine Unterscheidung zur nahe verwandten Gattung Potalia. Typusart ist Anthocleista nobilis G.Don, da George Don 1838 die erste Beschreibung einer Art dieser Gattung veröffentlichte. Die einzige Monografie der Gattung Anthocleista erstellte Anthonius Josephus Maria Leeuwenberg: The Loganiaceae of Africa, 1. Anthocleista, In: Acta Botanica Neerlandica, Volume 10, 1961, S. 1–53 in der 14 Arten aufgelistet sind. Der Gattungsname Anthocleista setzt sich aus den griechischen Wörtern anthos für Blüte und cleistos für verschlossen zusammen.
Die Gattung Anthocleista gehört zur Subtribus Potaliinae im Tribus Potalieae innerhalb der Familie Gentianaceae. Sie wurde früher auch zur Familie Loganiaceae oder Potaliaceae gestellt. Die paläotropische Gattung Anthocleista ist nah verwandt mit der neotropischen Gattung Potalia; sie unterscheiden sich beispielsweise durch vier- und zweikammerige Fruchtknoten (Ausnahme zweikammerig bei Anthocleista potalioides).
Das Verbreitungsgebiet umfasst das tropische Afrika (etwa zwölf Arten), sowie Madagaskar (vier Arten, davon drei nur dort) und die Komoren (eine Art).
Es gibt etwa 15 Anthocleista-Arten:
- Anthocleista amplexicaulis Baker: Sie gedeiht in Sumpfwäldern in Höhenlagen von 0 bis 1200 Meter im östlichen und zentralen Madagaskar.
- Anthocleista djalonensis A.Chev.: Sie kommt an trockenen Standorten in Savannen und Dickichten von Guinea-Bissau bis Kamerun vor.
- Anthocleista grandiflora Gilg: Sie kommt an feuchten Standorten von Ostafrika bis ins nördliche Südafrika und auf den Komoren vor.
- Anthocleista laxiflora Baker: Sie kommt in Gabun vor.
- Anthocleista liebrechtsiana De Wild. & T.Durand: Sie gedeiht an feuchten Standorten in Höhenlagen von 0 bis 400 Meter von Ghana bis Sambia und in Angola sowie Namibia.[3]
- Anthocleista longifolia (Lam.) Boiteau: Sie ist in Madagaskar beheimatet.
- Anthocleista madagascariensis Baker: Sie gedeiht an feuchten Standorten und in Regenwäldern in Höhenlagen von 450 und 1700 Metern in Madagaskar.
- Anthocleista microphylla Wernham: Sie gedeiht in submontanen Wäldern in Höhenlagen von 800 bis 1200 Metern in Kamerun, Äquatorialguinea, Ghana, Nigeria sowie São Tomé und Príncipe.
- Anthocleista nobilis G.Don: Sie gedeiht im Regenwald und Halbimmergrünen Wald von Senegal bis in die Zentralafrikanische Republik.
- Anthocleista obanensis Wernham: Sie kommt im Kamerun und in der Republik Kongo vor.
- Anthocleista potalioides De Wild.: Diese 2011 erstbeschriebene Art ist ein Endemit nur in den Chaillu Mountains in Gabun.[5]
- Anthocleista procera Lepr. ex Bureau: Sie gedeiht an feuchten Standorten niedriger Höhenlagen vom Senegal bis Nigeria.
- Anthocleista scandens Hook.f.: Sie gedeiht in subtropischen oder tropischen feuchten Tieflandwäldern und feuchten Bergwäldern in Kamerun, Äquatorialguinea, Nigeria, sowie São Tomé und Príncipe.
- Anthocleista schweinfurthii Gilg: Sie gedeiht in unterschiedlichen Ökosystemen, aber meist nicht an feuchten Standorten von West nach Ost von Nigeria bis Äthiopien sowie nach Süden bis Tansania, Sambia und Angola.
- Anthocleista vogelii Planch.: Sie kommt von Sierra Leone bis Kenia sowie bis Sambia und Angola vor.

## Verwendung
Anthocleista-Arten werden in ihrem Verbreitungsgebiet vielseitig genutzt. Pflanzenteile werden in der traditionellen Medizin verwendet.